# Каревич, Михаил Иванович
Михаил Иванович Каревич (27 марта (8 апреля) 1895 — 23 октября 1957) — советский скрипач. Заслуженный артист РСФСР (1930-е), Заслуженный деятель искусств РСФСР (1954). Борис Израилевский, который в 1909—1953 годах заведовал музыкальной частью Московского художественного академического театра, в 1965 году в выданных записках дирижёра так охарактеризовал Каревича и его труд: 
Один из старейших и виднейших деятелей оркестра МХАТа, талантливый скрипач. Работал в Художественном театре 45 лет, из которых 25 лет совмещал эту работу с работой в Большом симфоническом оркестре Всесоюзного радио, где был главным концертмейстером.

## Биография

### В Каменце-Подольском
Михаил Иванович Каревич родился 27 марта (8 апреля) 1895 года в Каменце-Подольском. Его отец Иван Каетанович Каревич был владельцем пекарни на Пятницкой улице в Старом городе.
Играть на скрипке Михаил научился у Фаддея Ганицкого в его частной музыкальной школе, которая была открыта в сентябре 1903 года в губернском городе. Школа размещалась неподалёку от пекарни — на последнем этаже трёхэтажного дома на Николаевской площади (современный адрес — Армянский рынок, 8).
Из воспоминаний скрипача Аркадия Гурфинкеля, также уроженца Каменца-Подольского, Ганицкий однажды проходил возле пекарни, из подвала которой слышались звуки скрипки. Когда Фаддей Денисович сошёл по ступенькам вниз, то увидел там босого мальчика, который старательно выводил мелодию на скрипке. Это был Михаил Каревич. Ганицкий устроил парня в свою школу, учил его бесплатно, дал ему инструмент, одежду, пищу.

### Работа в больших коллективах
В 1912—1916 годах Каревич учился в Московской консерватории в классе скрипки Ивана Гржимали. Учёбу совмещал с работой. С 1912 года он был скрипачом Московского художественного академического театра (МХАТ).
Одновременно с работой во МХАТе Каревич в 1930—1955 годах, то есть с момента основания, был концертмейстером Большого симфонического оркестра Всесоюзного радио (впоследствии Центрального телевидения и Всесоюзного радио, ныне — Большой симфонический оркестр имени Чайковского). В 1937—1953 годах художественным руководителем и главным дирижёром этого оркестра работал Николай Семёнович Голованов. Хоровой дирижёр Клавдий Птица в статье о Голованове писал:

В БСО играли замечательные инструменталисты. Концертмейстер первых скрипок, заслуженный артист РСФСР М. Каревич обладал несильным, но чарующим звуком. Каревич был прекрасным человеком, и Николай Семёнович его очень любил. Волнуясь, весёлый и экспансивный скрипач начинал заикаться. «Это оттого, — шутили досужие оркестранты, — что когда-то его напугал на репетиции Голованов».

В последний год жизни, 11 марта 1953 года, Голованов написал Каревичу, в связи с творческим юбилеем скрипача, поздравительное письмо, в котором выразил своё видение значения и смысла жизни артиста:

Жизнь каждого настоящего артиста — это постоянный подвиг с ежедневными экзаменами перед аудиторией и товарищами. Артист должен служить нравственным примером и иметь все принципиальные качества серьёзного человека. И почти не иметь личной жизни… нельзя служить двум богам — надо отдавать себя искусству полностью, целиком и жертвенно работать всю жизнь.

Письмо было зачитано перед всеми артистами оркестра во время чествования юбиляра. Фрагменты письма опубликован в 1967 году в журнале «Советская музыка» — через 10 лет после смерти Каревича.
В 1938 году была издана грампластинка с записью «Русской пляски» Петра Чайковского в исполнении оркестра Всесоюзного радиокомитета (солист Михаил Каревич, дирижёр Александр Орлов).
Произведения в исполнении Каревича звучали и на радио. Так, «Станция ВЦСПС» передавала его выступления 13 ноября 1938 года, 13 февраля и 30 марта 1940 года.

### Участие в квартетах и трио
Кроме игры в оркестрах, Каревич как скрипач принимал участие в нескольких квартетах и трио. Так, в 1917 году в Москве образовался струнный квартет, в который вошли Лев Цейтлин (первая скрипка), Михаил Каревич (вторая скрипка), композитор Лев Пульвер (альт) и Василий Подгорный (виолончель). В 1918 году за этим квартетом, который действовал при Музыкальном отделе Народного комиссариата просвещения РСФСР, официально утвердили имя Ленина. Вскоре Каревича в этом квартете заменил Константин Мострас.
В 1919 году организовался смычковый квартет при театрально-музыкальной секции Московского совета депутатов. Кроме Каревича, в коллектив вошли Евгений Гузиков, Василий Небольсин и Виктор Кубацкий. «Вестник театра» писал, что квартет будет давать концерты систематически и освещать разные эпохи и направления музыкального творчества.
В 1926 году Каревич организовал трио вместе с пианистом Львом Мироновым и виолончелистом Сергеем Бычковым (существовало до 1938 года). Виолончелист в этом трио (известном ещё как трио Театра имени Станиславского и просто трио имени Станиславского) менялся. Так, в 1929 году им был Владимир Матковский. В этом же составе (Миронов, Каревич, Матковский) Музыкальное трио имени К. С. Станиславского зафиксировано в справочнике «Вся Москва» за 1936 год.

### Во время войны
После нападения Германии на СССР Большой симфонический оркестр Всесоюзного радиокомитета под руководством Николая Голованова и дальше проводил репетиции, выступал на радио. Правда, как вспоминал тромбонист Стейскал, «работали мы тогда в очень тяжёлых условиях. Почти все артисты нашего оркестра были к тому же зачислены пожарными: дежурили, сидя ночами на крыше радиокомитета, и ещё охраняли дома, где жили, от зажигательных бомб». Когда в августе 1941 года немцы усилили наступление, чтобы попытаться захватить столицу СССР, вскоре из Москвы в глубокий тыл были эвакуированы важные предприятия и учреждения, в частности в Свердловск (ныне Екатеринбург) перебазировался Всесоюзный радиокомитет, а с ним и Большой симфонический оркестр. Часть же его артистов, среди них Голованов и Каревич, осталась в Москве.
В октябре 1941 года Голованов вместе с певцами Антониной Неждановой и Сергеем Мигаем обратились к Московскому совету с ходатайством о создании нового большого симфонического оркестра радиокомитета из артистов, которые остались в столице и принадлежали к разным оркестрам и коллективам. Когда разрешение было получено, на призыв Николая Семёновича в Большой зал Московской консерватории откликнулись много музыкантов. Среди них был и Каревич. По выражению Голованова, удалось собрать «состав на славу — полный оркестр в девяносто человек».
29 марта 1942 года Давид Ойстрах в газете «Известия» писал, что «объединённый симфонический оркестр Большого театра Союза ССР и Всесоюзного радиокомитета за короткий срок совместной работы добился отличных результатов относительно ансамбля, слитности звучания, строя», а среди артистов оркестра отметил, в частности, концертмейстера Каревича.
6 апреля 1944 года в Большом зале Московской консерватории состоялся заключительный концерт из цикла симфонических вечеров, организованных в Москве в ознаменование 100-летия со дня рождения Николая Римского-Корсакова. На следующий день газета «Известия» писала:

Вечер начался исполнением замечательного произведения великого русского композитора, который вошёл в сокровищницу мировой музыкальной культуры, — симфонической сюиты «Шехеразада». С большим подъёмом и настроением её сыграл симфонический оркестр Всесоюзного радиокомитета под управлением народного артиста республики профессора Н. Голованова. Солистом выступил скрипач заслуженный артист республики Н. Каревич.

В составе концертных бригад МХАТа Каревичу приходилось выезжать к воинам Красной армии. Народная артистка СССР Алла Тарасова об одном из таких выступлений прямо на лесной поляне вспоминала:
Долго аплодировали нашему скрипачу Каревичу, который исполнял «Сентиментальный вальс» Чайковского под аккомпанемент на гитаре концертмейстера нашего театра Алексея Алексеевича Кузнецова.
О другом концерте, который состоялся 23 февраля 1942 года — в День Красной армии, Тарасова вспоминала, что «видела сосредоточенные, внимательные лица, когда пела скрипка нашего замечательного скрипача Каревича».

### Награды и звания
10 августа 1931 года было установлено звание «Заслуженный артист РСФСР». Каревичу присвоили это звание ещё до войны (так, в программе передач радио на 13 ноября 1938 года указано: «18.30 — Выступление заслуженного артиста Каревича (скрипка)»).
26 октября 1938 года, накануне 40-летия МХАТа, награждён орденом «Знак Почёта».
26 октября 1948 года Указом Президиума Верховного Совета СССР «за выдающиеся заслуги в развитии советского театрального искусства и в связи с 50-летием со дня основания Московского орденов Ленина и Трудового Красного Знамени художественного академического театра СССР имени Максима Горького» орденами и медалями была отмечена большая группа актёров и работников театра. Среди них Михаила Каревича отметили орденом Трудового Красного Знамени. Вручение наград состоялось 4 ноября в Кремле.
В 1954 году Михаилу Каревичу присвоено звание «Заслуженный деятель искусств РСФСР».

### Смерть и посмертные упоминания
Умер Михаил Иванович Каревич 23 октября 1957 года в Москве на 63-м году жизни.
В 1974 году Всесоюзная студия грамзаписи «Мелодия» издала пластинку, на которой записана симфоническая сюита «Шехеразада» Николая Римского-Корсакова в исполнении симфонического оркестра Всесоюзного радио: солист Михаил Каревич, дирижёр Натан Рахлин.
В 1976 году хоровой дирижёр Клавдий Птица в журнале «Советская музыка» вспомнил умение Каревича остроумно пошутить:

На дворе холод, снег, а у меня больные ноги. Хожу в Колонный зал на репетиции в валенках с галошами. Свешников морщится и укоряет: «Что ты в Дворянское собрание ходишь, как биндюжник?» А живой, весёлый концертмейстер первых скрипок, мой приятель, М. Каревич, с притворным изумлением разводит руками, обращаясь к группе своих музыкантов: «Ну, знаете, про кота в сапогах слыхал, а птицу в валенках ещё не видел».

Краткие биографические справки о Каревиче помещены во втором томе советской «Музыкальной энциклопедии» (Москва, 1974) и в «Словаре музыкантов» Ивана Лысенко (Киев, 2005).